# Les Arts Décoratifs (организация)
Организация Les Arts Décoratifs была создана в Париже в 1882 году под влиянием проводимых в городе Всемирных выставок с целью сохранения произведений декоративных искусств, а также укрепления связей между авторами-дизайнерами и фабрикантами-производителями.
В течение многих лет он был известен как Центральный союз декоративного искусства (UCAD), но в декабре 2004 года он был переименован в Les Arts Decoratifs. Памела Голбин — главный куратор отдела моды и текстиля Les Arts Décoratifs.
В 2004 году организация полностью пересматривает свою структуру, оставаясь тем не менее верной своим первоначальным целям: сохранение коллекции, распространение знаний, художественное и профессиональное образование, поддержка артистов.
В настоящее время в парижскую организацию Les Arts Décoratifs входят:
- Музей декоративного искусства
- Музей моды и текстиля
- Музей рекламы
- Библиотека декоративного искусства
- Музей Ниссим-де-Камондо
- Школа Камондо (высшая школа архитектуры и дизайна интерьера); с 1988 года она находится в Париже по адресу 266, bd Raspail.